# Strzegów (Gubin)
Strzegów (deutsch Strega, niedersorbisch Stśěgow) ist eine Ortschaft in der Landgemeinde Gubin im Powiat Krosno in der Woiwodschaft Lebus in Polen. 2013 lebten hier 279 Einwohner.
Der Ort liegt direkt an der deutschen Grenze und der Neiße, etwa 17 Kilometer südwestlich von Gubin.

## Geschichte

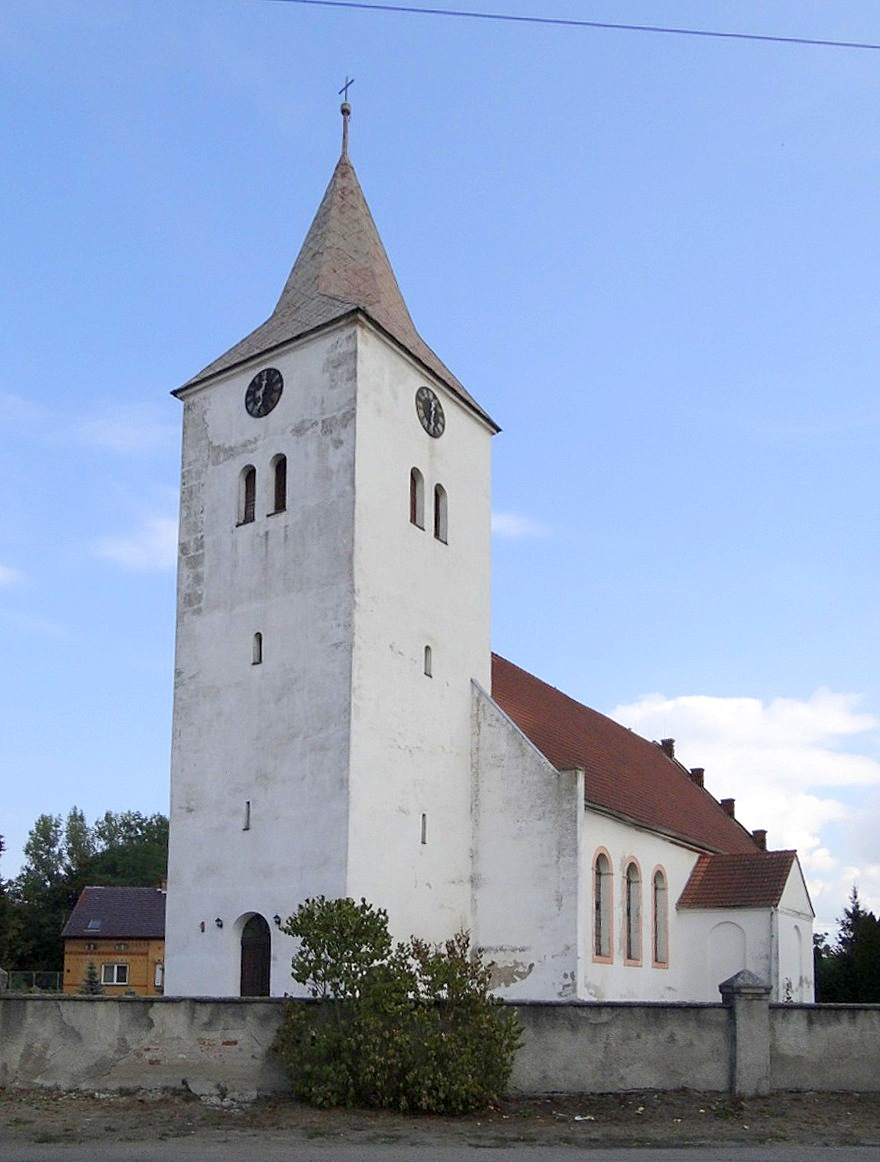
Kirche von Strzegów

Von 1300 ist die älteste Erwähnung des Ortes als Strigowe erhalten. Als Besitzer wurden 1360 Budissin und 1449 Frank, beide Gubener Bürger, erwähnt, 1451 List. Danach ging der Ort in den Besitz des brandenburgischen Kanzlers Heintz Kracht über, in dessen Familie er in zwei getrennten Hälften verblieb: ein Teil an Kaspar Kracht (1489), Philipp Kracht (1537–1555), Heinrich Kracht (1555–1587), Christoph Kracht (1596–1618), Heinrich Sigismund Kracht (1629–1662), Alexander Sigismund Kracht (1664–1684), Kaspar Heinrich Kracht (1668–1715), Alexander Kracht († 1725), Alexander Magnus Kracht († 1727); die andere Hälfte an Kaspar Kracht († 1591), Ernst Kracht († 1628), Isaak Kracht († 1696), Christoph Ernst Kracht († 1723).
1728 kaufte ein von Lüttichau den Ort (1732 noch im Besitz), dann ging er an von Borck (1736, 1743), von Maxen (von 1748, 1764), Carl Wilhelm von Carlowitz (1783), Baron von Kottwitz (1810, 1823), Uffel (1831) und wieder ein Baron von Kottwitz (1831–1853).
Ab 1860/70 wurde er in kleinere Einheiten aufgeteilt.
Strega gehörte seit 1816 zum Kreis Guben im Regierungsbezirk Frankfurt/Oder im Königreich Preußen. Die zuständige Poststation war in Briesnigk,  Die evangelische Kirchengemeinde gehörte zur Kirche der Altpreußischen Union.
Seit 1945 gehört der Ort zu Polen.
Einwohner
- 1895 705
- 1910 648
- 1925 658
- 1928 632
- 1933 645
- 1939 590
- 1988 305
- 1999 295
- 2000 308
- 2013 279

## Sehenswürdigkeiten
- Kirche des heiligen Antonius von Padua, Feldsteinbau aus dem 14. Jahrhundert, umgebaut im 19. Jahrhundert, Kanzel, Altar, Orgel aus dem 19./frühen 20. Jahrhundert, seit 1957 römisch-katholische Pfarrkirche[2]
- ehemaliges Gutshaus
- zwei Wassermühlen-Ruinen